# The Green Hornet
The Green Hornet is een gemaskerde fictieve misdaadbestrijder. Het personage werd bedacht door Fran Striker voor een Amerikaans radioprogramma in de jaren 30. The Green Hornet verscheen in diverse media, zoals films in de jaren 40, een televisieserie in de jaren 60 en diverse stripseries van de jaren 40 tot 90 van de 20e eeuw.

## Televisieserie
De Amerikaanse televisieserie, die van 1966 tot 1967 liep, is geschreven door Fran Striker en George Washington Trendle, die ook verantwoordelijk was voor The Lone Ranger, en geproduceerd door William Dozier, die verantwoordelijk was voor de Batman-serie uit de jaren zestig. Deze serie stopte na 26 afleveringen, maar kreeg later een cultstatus omdat dit het eerste project is waar Bruce Lee een rol in speelt.

### Verhaal
De film gaat over krantenmagnaat Britt Reid (gespeeld door Van Williams), die als The Green Hornet 's nachts samen met zijn bediende Kato (gespeeld door Bruce Lee) de strijd aanbindt met de misdaad. Als vervoer gebruiken ze een speciale auto genaamd The Black Beauty. Hierbij is de Green Hornet gewapend met zijn Hornet Gun en zijn Hornet Sting. Kato is een expert in de vechtkunst. De enigen die weten over Britts geheime identiteit zijn zijn secretaresse en de officier van justitie. Britt Reid is de kleinzoon van revolverheld The Lone Ranger.

### Batman
Omdat Dozier ook verantwoordelijk was voor de serie Batman, hebben zowel de Green Hornet als Kato meegespeeld in een paar afleveringen. De eerste keer dat ze voorbijkwamen in de populaire serie stonden ze als rivalen tegenover Batman en Robin in een dubbele aflevering. In latere afleveringen werkten de twee superheldenduo’s echter toch weer samen.

### Films
Toen in 1974 Lees eerste film The Big Boss in Amerika een groot succes werd, besloot 20th Century Fox een compilatiefilm van de serie in de bioscoop uit te brengen. De film heette wel The Green Hornet, maar was zo bewerkt dat hij vooral draaide om de rol van Lee. Toen dit succes opleverde, besloot Fox in 1976 een tweede compilatiefilm te maken met het materiaal uit de serie. Deze film heette Fury of the Dragon. Begin 2011 kwam er een nieuwe speelfilm uit, The Green Hornet. Deze draaide vanaf 13 januari 2011 in de Nederlandse bioscopen.